# Ángel Custodio Cabrera
Ángel Custodio Cabrera Báez , né le 19 juillet 1956 à Bogota, est un homme politique colombien. Durant le mandat présidentiel d'Iván Duque, il obtient le poste de ministre du Travail. 